# ラジオ

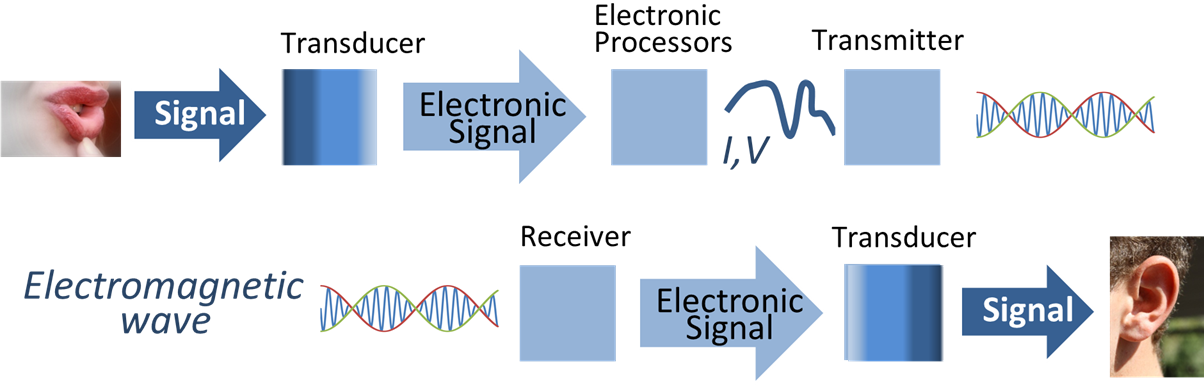
ラジオのしくみ。音響→マイクロフォン→電気信号→送信機（変調）→送信アンテナ→電磁波による無線方式の伝送→受信アンテナ→受信機（復調）→電気信号→スピーカー→音響。

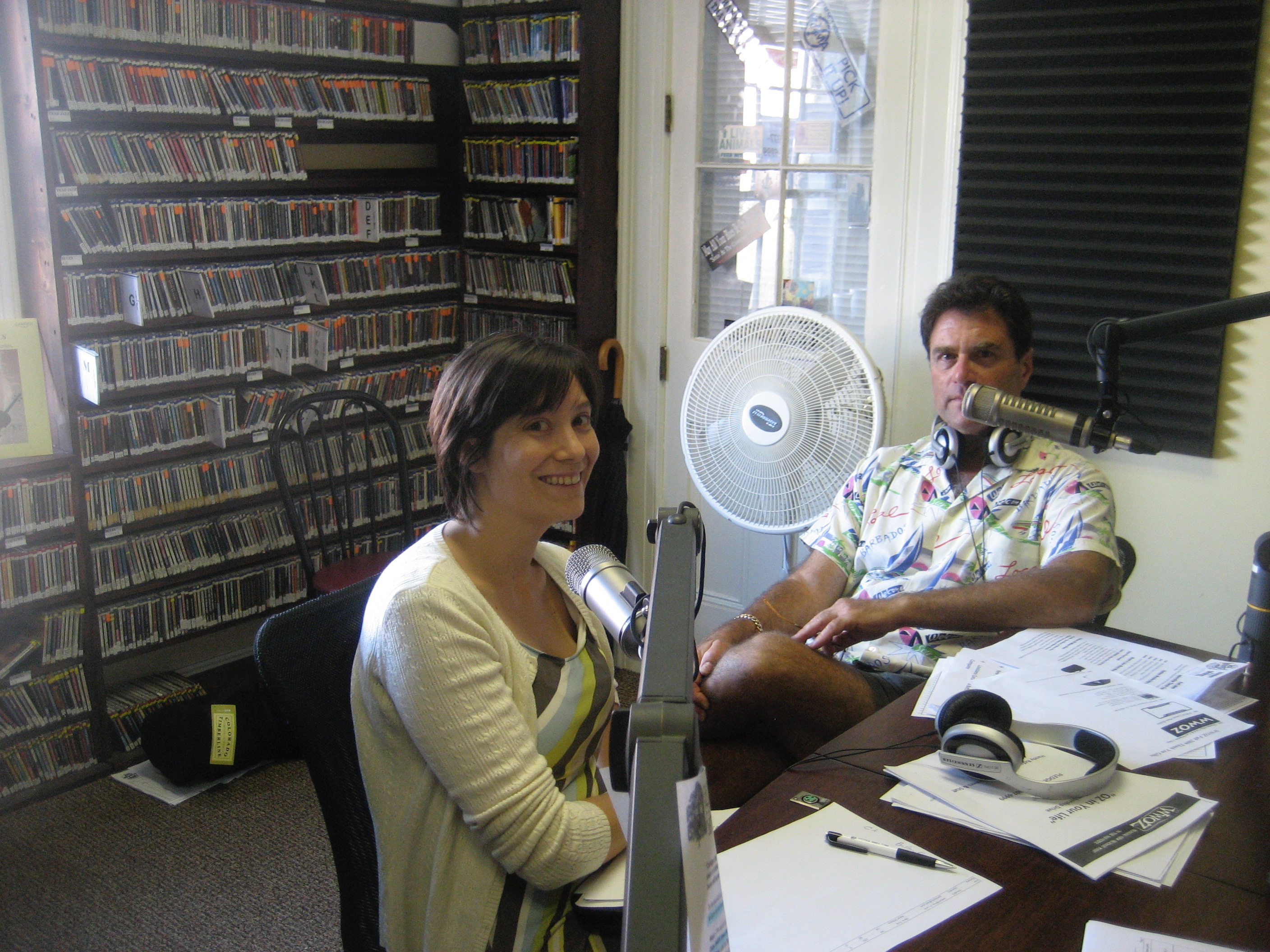
ラジオ放送局のスタジオ

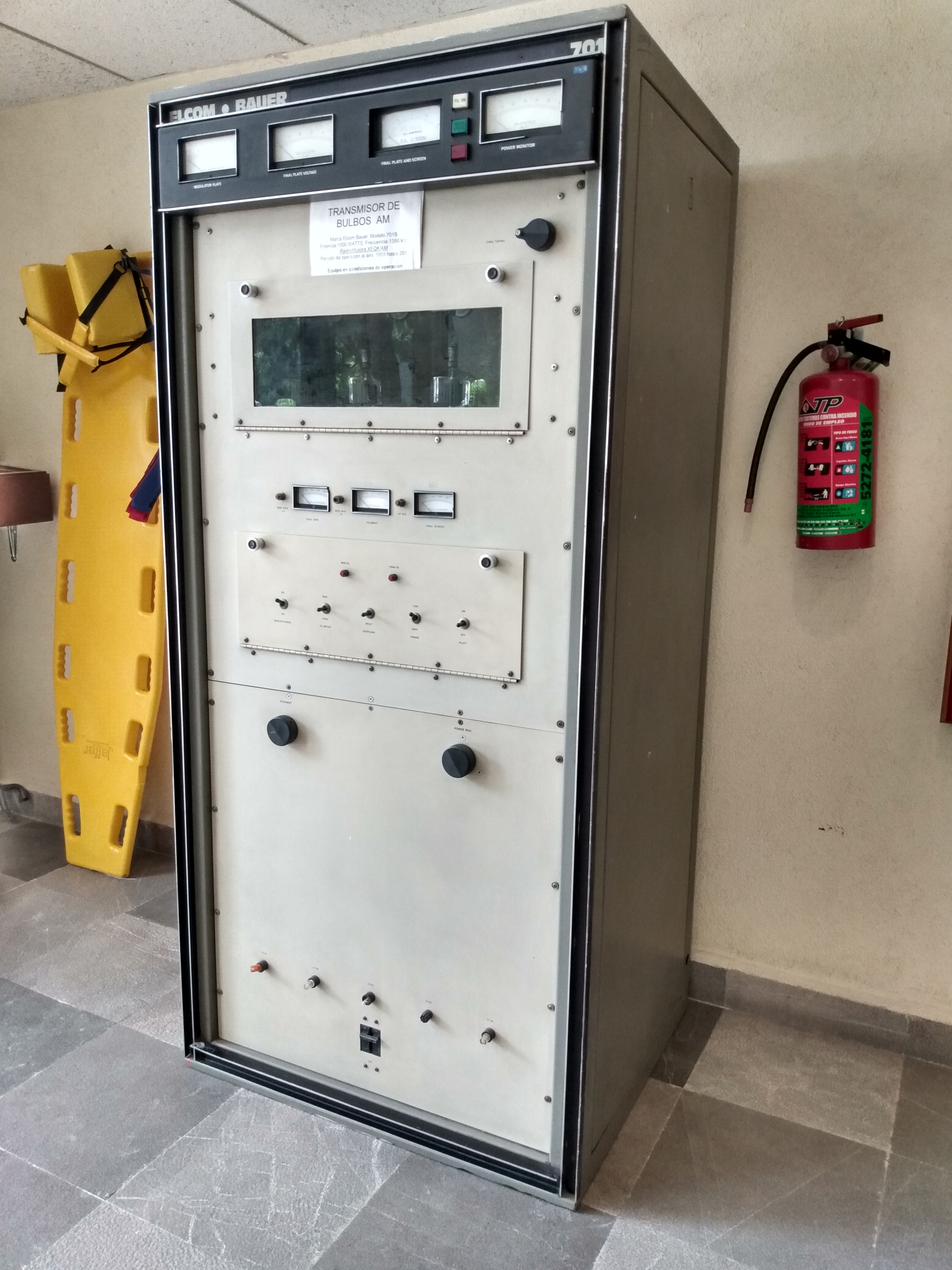
ラジオ放送局の送信機

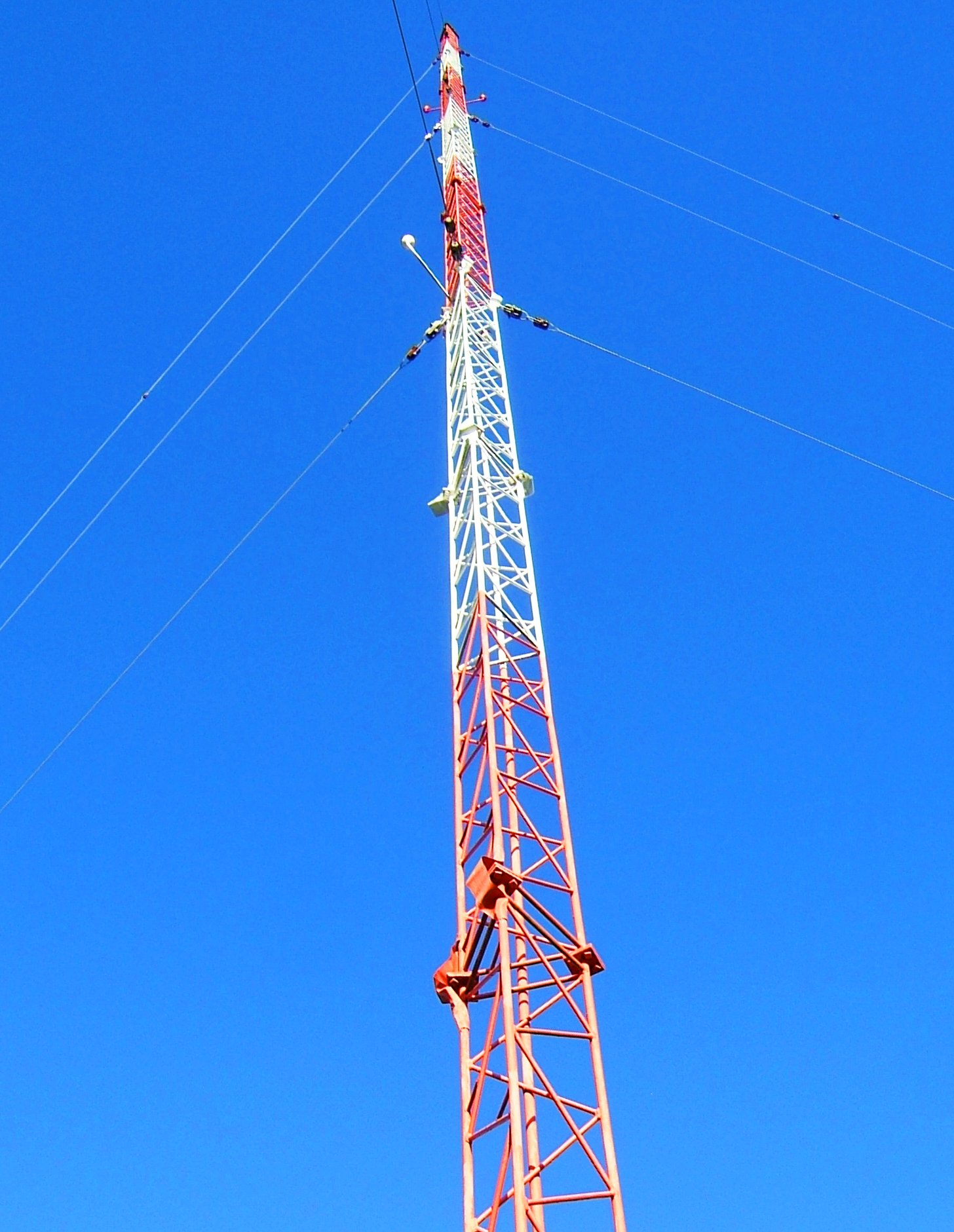
ラジオ放送の送信アンテナ（AM、米国）

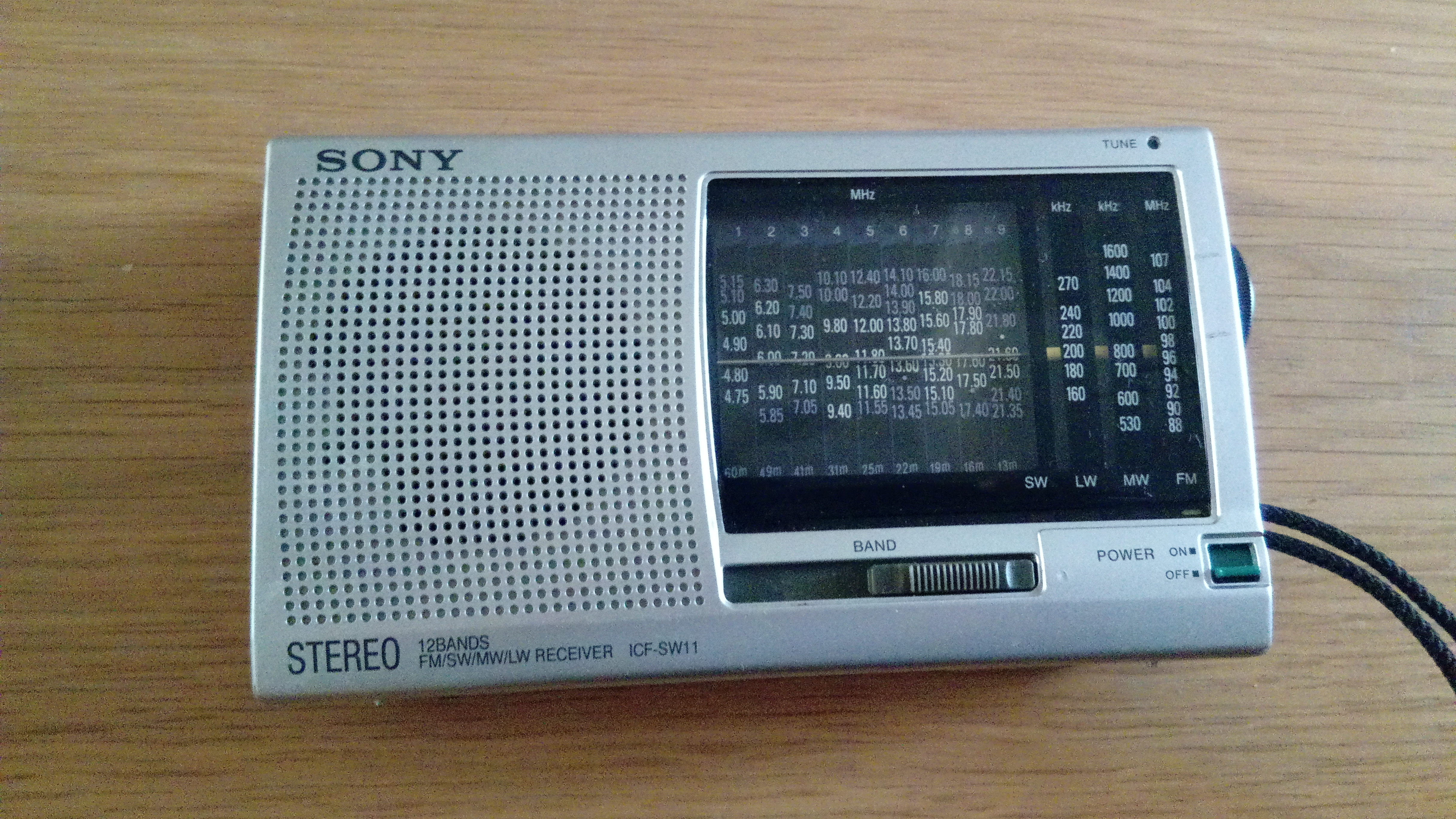
ラジオ放送受信機

ラジオ（英: radio）
- 電磁波による信号の、無線方式による送信や受信[1]
- 電磁波を、音響を信号に変換して無線で伝えるのに使うこと[1]。
- （上で説明した）電磁波による信号を受信するための装置[1]。

## 概要
もともとの意味は冒頭で示した定義文のように「電磁波による無線方式の送受信」全般を意味する言葉である。しかし、日本において一般的には、電波による音声放送（ラジオ放送）とその受信機（ラジオ放送受信機）を指して使っていることが多い。
電磁波による無線方式の送受信技術
ラジオ放送
いくつかの方式があり、最も歴史の長いのは振幅変調による中波放送（AM放送）で、基本的な方式は100年間ほど変わらなかったが、同じく振幅変調方式であるが波長の短い短波放送（SW放送）も（国境を越えるような放送で）使われ、さらに1937年には周波数変調方式のFM放送も登場し、地域放送などで活用されるようになった。→#ラジオ放送の種類。
ラジオ放送受信機
ラジオ放送の種類に応じて、AMラジオ（- 受信機）、SWラジオ（短波ラジオ受信機）、FMラジオ（- 受信機）などがあり、複数の方式を受信できるマルチバンド受信機もある。→#ラジオ放送受信機の種類
語源や表記
無線電信の英語表記であるradiotelegraphyの短縮語を語源とする。
カタカナでは「レディオ」「レイディオ」と表記される場合もあり、戦前はラヂオなどと表記した。
1950年（昭和25年）施行の日本の電波法では、当記事で扱っていること（無線で音声を送・受信すること）は「無線電話」と呼んでいる。古くは、現在のラジオ放送の前身にあたるものを「放送無線電話」などとも呼んだ。

## ラジオ放送の種類
アナログ変調
- AM放送 - 振幅変調方式で、中波で放送されている。
- 短波ラジオ - 振幅変調を用いて、短波で放送されている。
- FM放送 - 周波数変調方式で、超短波[注 2]で放送されている。遠くまでは伝わりにくいが、雑音の影響を受けにくいという特徴がある[5]。
- 長波ラジオ - 振幅変調を用いて、長波で放送されている。日本では、放送されていないが、外国では放送されている[6]。

デジタル変調
衛星デジタル放送や地上デジタル放送ではテレビジョン放送のみでなく、ラジオ放送にも用いられる。
- アナログ音声放送
  - BSアナログ放送（独立音声放送）

- デジタル音声放送
  - 衛星デジタル音声放送
    - BSデジタル音声放送

  - CSデジタル音声放送
    - CS-PCM音声放送

  - 地上デジタル音声放送 - アメリカなどでは本放送が開始された。日本でも2003年10月10日に東京・大阪で試験放送を開始したが2011年3月末廃止。

極超短波以上を用いる地上波放送は、電波の性質上不適当であるために過去に実施されていたものも含めてどの国でも行われていない。
ラジオ放送と日本の法規
日本の電波法では「電話」という用語で変調方式なども含めて指している。（「電話 (電波型式)」を参照）

## ラジオ放送受信機の種類

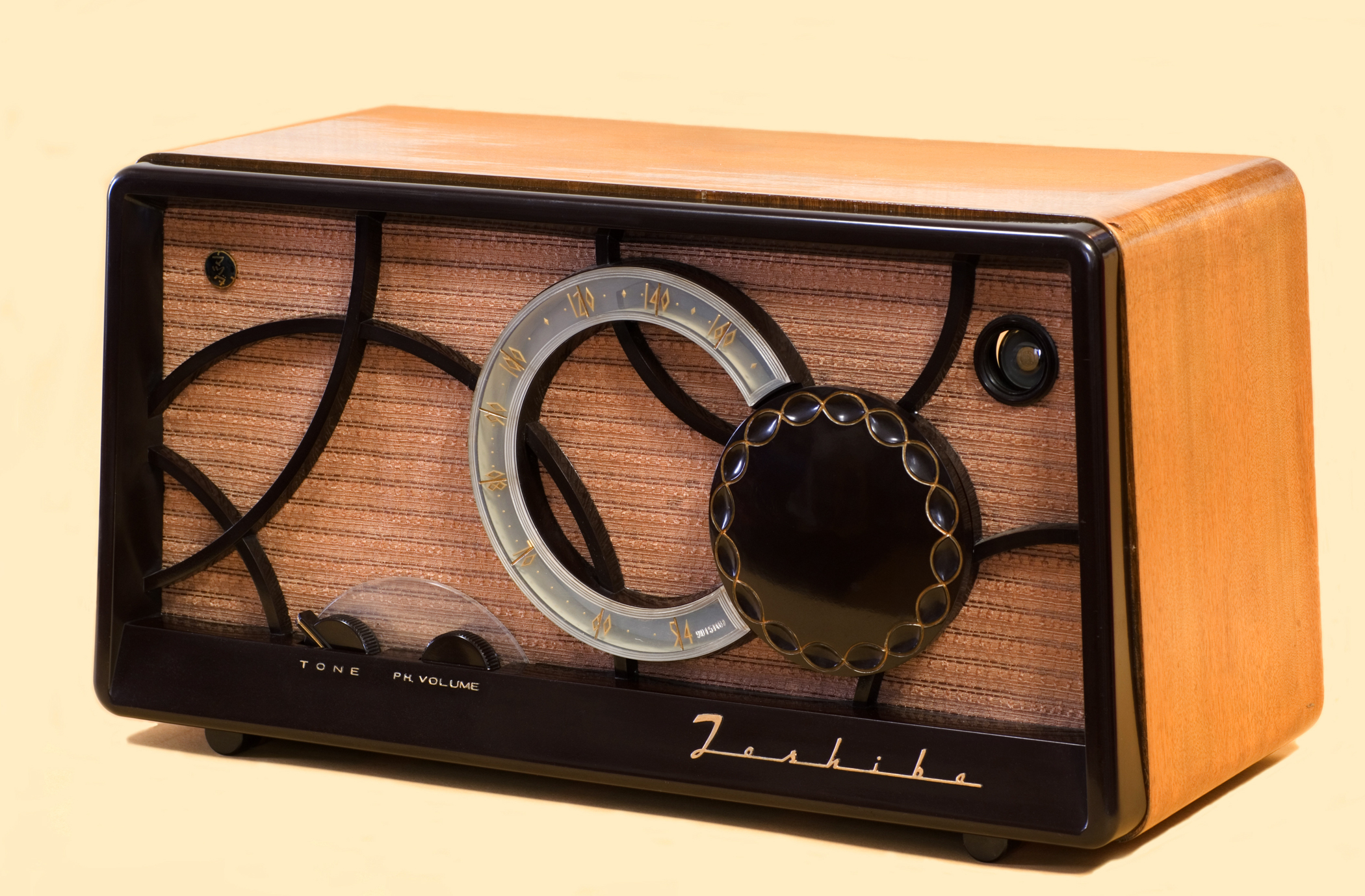
真空管ラジオ

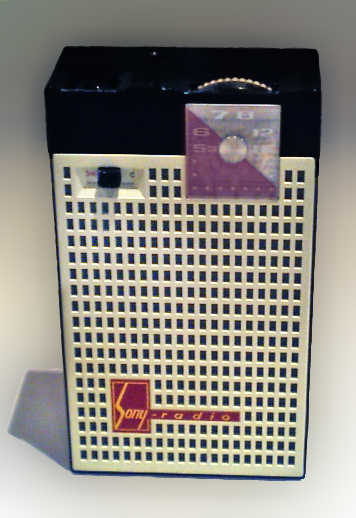
東京通信工業（現：ソニー）のTR-52（1952年発売）。
日本製トランジスタラジオの1号機。

分類史
1950年代までは基本的に鉱石ラジオ / 真空管ラジオに分類していた。
鉱石ラジオは受信したものを増幅せず鉱石検波器やゲルマニウムダイオード等で直接検波し、クリスタル・イヤホン等で聴取するもの。それに対して真空管ラジオは真空管で増幅回路を組み増幅を行うものだった。真空管ラジオは、使う真空管の数で（1球/2球/3球/4球/5球...と）分類された。
トランジスタを用いたトランジスタラジオが登場した1950年代なかごろ以降は基本的に鉱石ラジオ /真空管ラジオ/トランジスタラジオに分類された。そしてトランジスタラジオは、用いるトランジスタの数で（1石/2石/3石/4石/5石/6石...などと）分類されることになった。

### 回路の方式による分類
真空管やトランジスタなどを用いるラジオ受信機は、主に増幅回路の方式により次のように分類できる（鉱石ラジオも、異質な回路ながら併せて列挙することがある）。
ストレート
受信した周波数のまま検波し増幅・復調を行う。戦前はこのタイプが主流だった。戦後は電子回路を理解するための電子工作で製作する程度の利用のみ。正帰還を用いて感度を上げる再生検波も広く用いられた。
レフレックス
ラジオの搬送波と復調後の音声の周波数帯域が異なることを利用し、検波前の高周波と検波後の音声の増幅を一つの増幅素子で兼ねる方式。昔は高価だった増幅素子を節約するために考案された。ただし、調整が少しでもずれていると発振して放送が聞こえなくなってしまうため、あまり実用的ではない。
スーパーヘテロダイン
受信した周波数を一定の周波数（中間周波数）に変換した上で増幅・復調を行う。太平洋戦中は規制されており、戦後に主流となる。これを2つ重ねたダブルスーパーヘテロダインラジオもわずかながら存在する。
ダイレクトコンバージョン
受信した周波数に近い高周波を発生させ、直接、音声信号を取り出す。近年、技術革新により安定して高周波を作り出すことが容易となり、中間周波数に変換する部品が省け、小型化できるメリットから携帯電話などに盛んに用いられるようになった。
デジタル信号処理（DSP）
受信した搬送波をデジタル信号処理して音声信号を取り出す。近年、安価で高性能なマイコンの登場により、ソフトウェアラジオなどに用いられている。

### チューニング方式による分類
チューニング（tuning、同調、選局）方式による分類は以下の通りである。

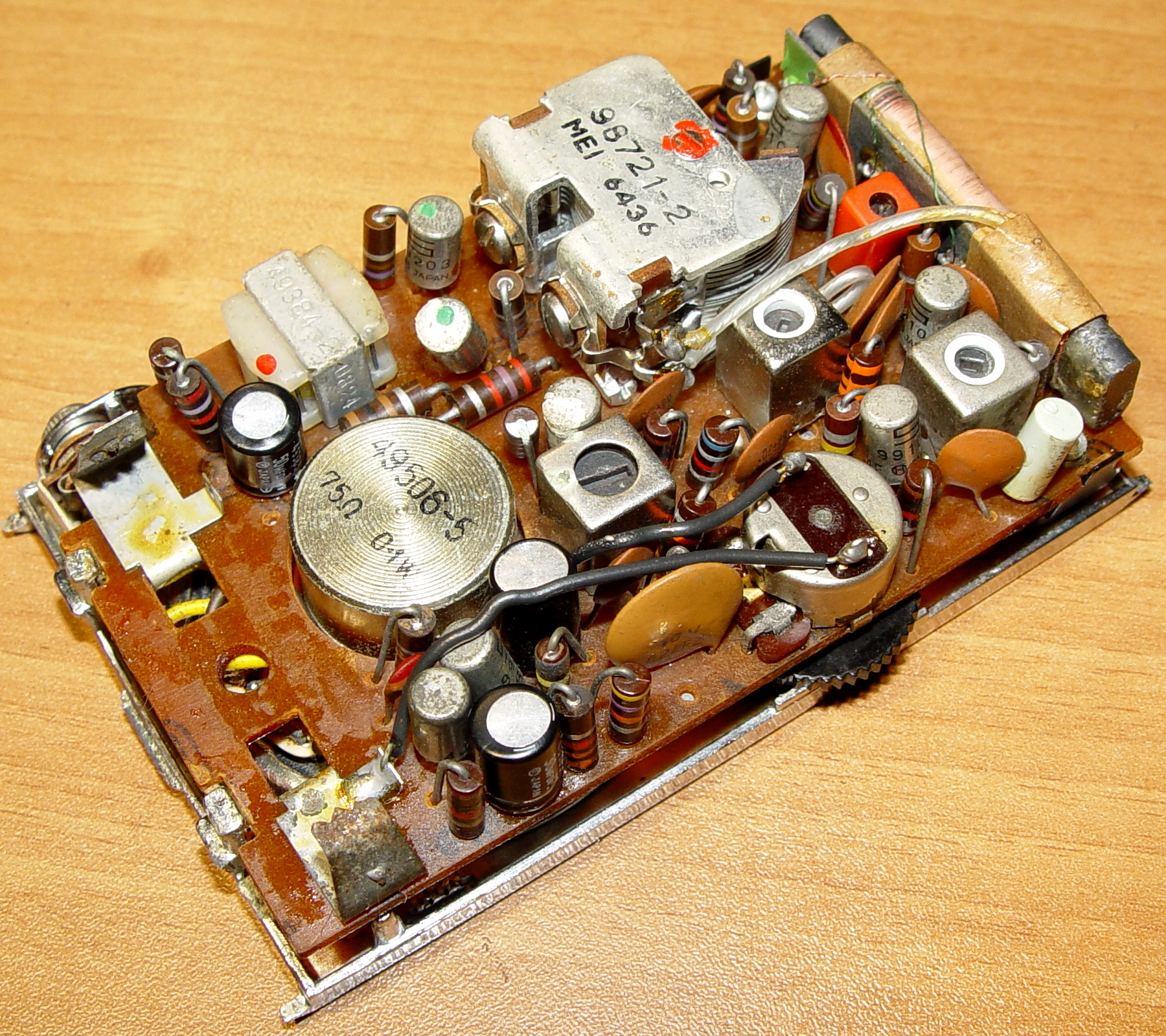
アナログラジオ回路の例

アナログ
可変容量コンデンサ（バリコン）や可変インダクタンス（μ同調器）やバリキャップと可変抵抗、などで選局するもの。目盛りを頼りに選局する。古くからあるタイプ。
デジタル表示式アナログ
同調回路はアナログと同様であるが、デジタル表示の周波数カウンタが内蔵されたもの。デジタルのように周波数を数字で確認しながらの直感的な選局が可能だが、テンキーやメモリによる選局は出来ない。また、中間周波の周波数をカウントし定数を足して（または引いて）受信周波数として表示するものであるから、調整がズレていると正確ではない。PLLシンセサイザが安価になる以前に、高級機やBCLラジオなどで採用が見られたが、次に述べるデジタル式の普及により1980年代末期にはほとんど見られなくなった。しかしPLLシンセサイザは消費電力が多くコスト高になるため、この方式を選択した商品が近年に入り再度見られるようになってきている。2018年から発売された中国製マルチオーディオプレイヤーの複数の機種（Bearmax、とうしょう など）は、これで表示されている。
アナログ表示式デジタル
2021年、東芝エルイートレーディングはデジタル表示の周波数カウンタは備わっていないが、手回しで選局するタイプのデジタルチューナーラジオを発表した。FMのみならずAMにも同調表示が出現する。
デジタル（PLLシンセサイザ）
基準周波数を元に、一定ステップの周波数を合成して同調回路を構成するもの。高級機や、近年は薄型機にも多く使われる。民生機では1970年代後半頃から登場している。オート選局機能が備わったラジオもある。

### 形態による分類

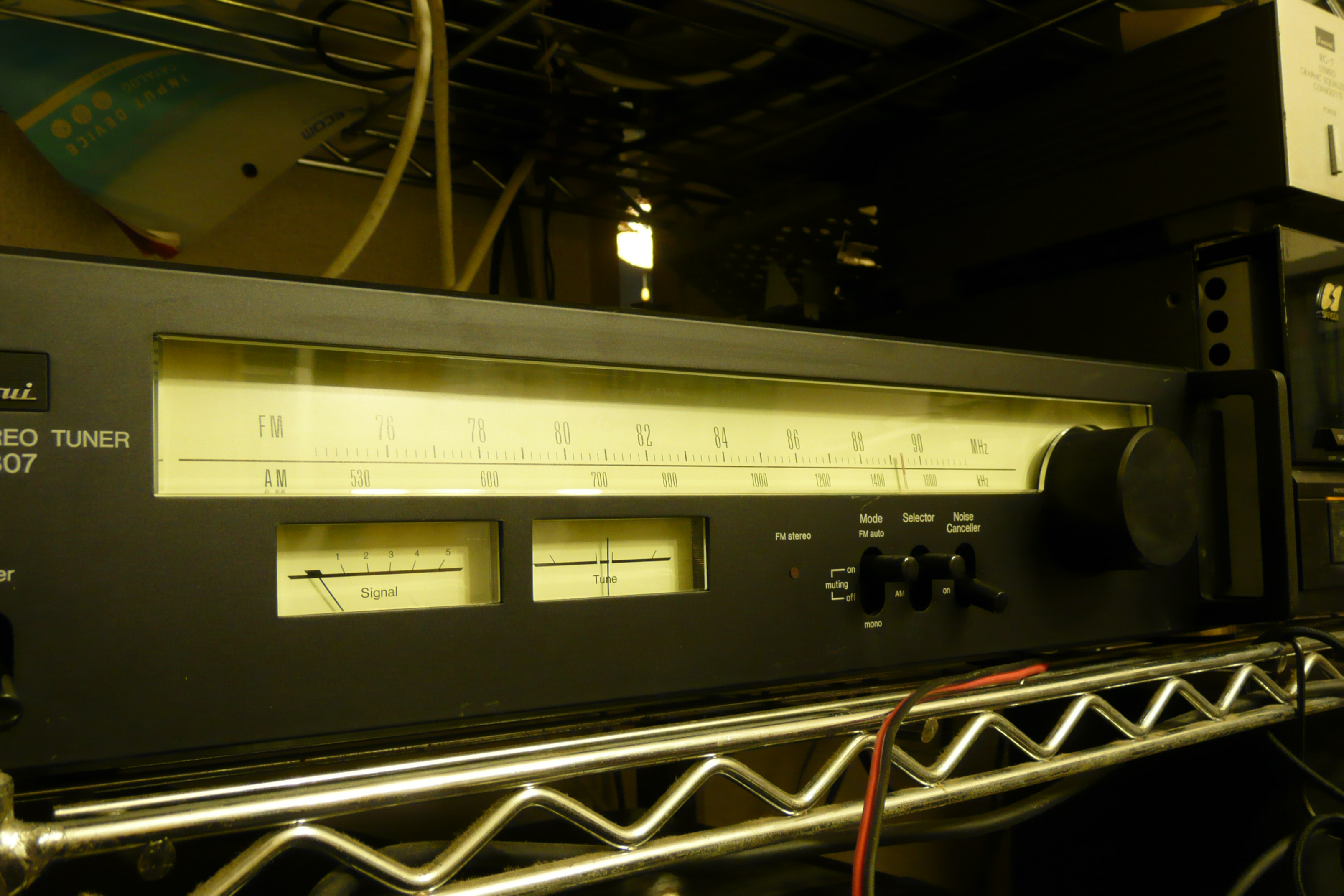
コンポーネントオーディオとして製品化されたチューナーの一例。AM放送とFM放送に対応している。周波数を選択するためのダイヤルや、信号強度、同調の具合を示す計器などが付属している（SANSUI製 TU-307）。

厳密な線引きは必ずしもないが、形態によりおおよそ以下に分類できる。
大型
部屋などに置いて使う大型のもの。真空管時代は殆どこれに属する。
チューナー
コンポーネントオーディオのコンポーネントのひとつ。ラジオの受信機能のみ。アンプを通してスピーカーを鳴らす。チューナーの記事も参照。
ポータブル
VHSカセット - タバコの箱位の大きさ。乾電池で動作可能。真空管時代にも電池管という電池で動作するミニチュア管やサブミニチュア管を使い、数十ボルト程度の積層乾電池を用いたものがあったが、消費電力の少ないトランジスタの登場により電池管ラジオは急速に衰退し、代わってトランジスタラジオが急速に普及していった。
薄型
シャツの胸ポケットに入る程度のもの。スピーカーを内蔵していないイヤホン専用のものもある。

### 受信周波数による分類

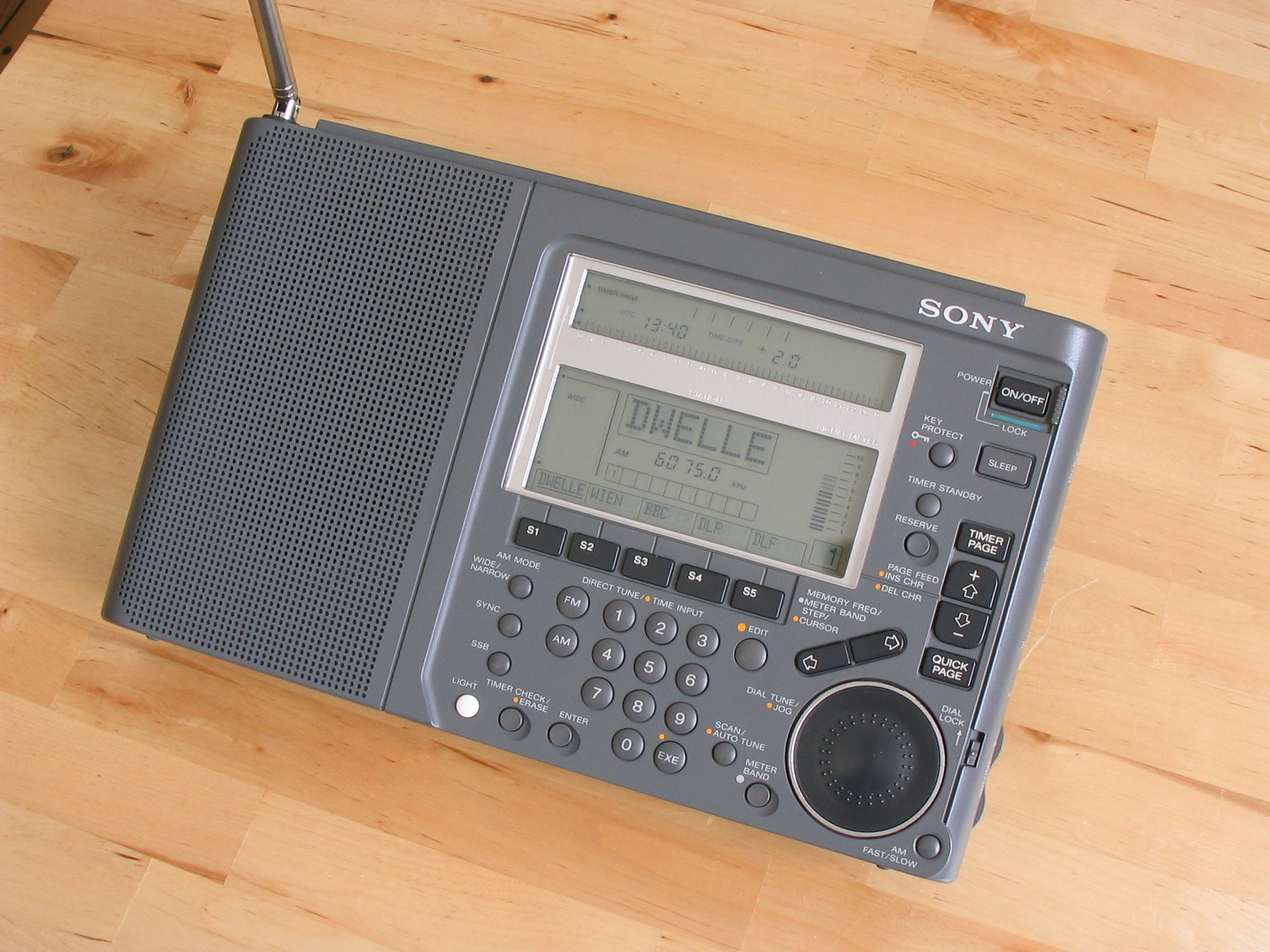
3バンドラジオ

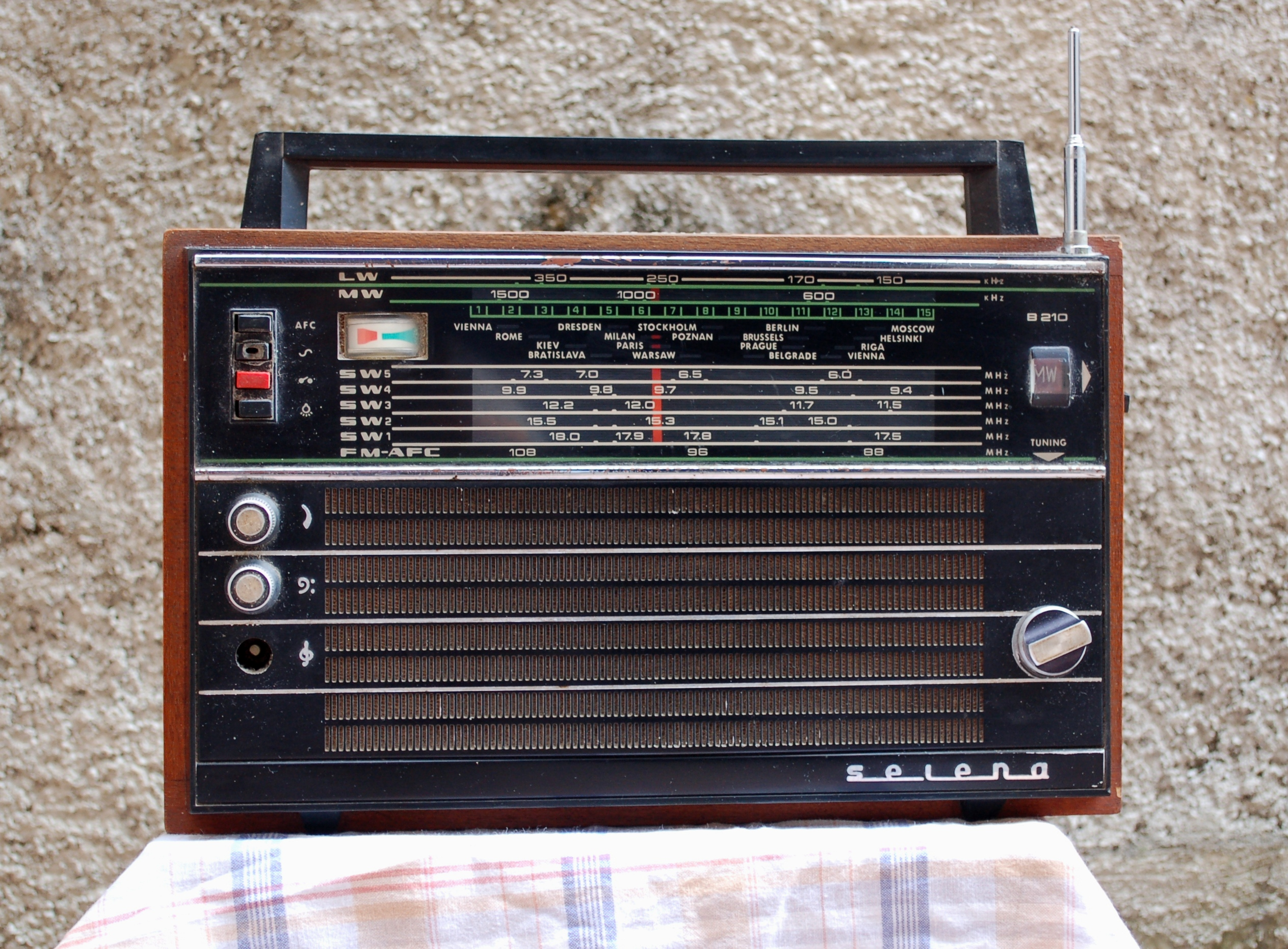
4バンドラジオ

1バンド
多くは中波（530 - 1605kHz）AMのみ、またはFMのみの製品で、安価な携帯ラジオやライトバン・トラックなどの商用車のカーラジオに多い。その他、ラジオNIKKEI受信専用の短波ラジオも市販されていて（受信周波数が固定されておりスイッチ切り替えだけで済む代わり、周辺の局を聴くことは出来ない）、数は少ないが、製造は続いている。近年はチップセットに実装されたFM放送受信音声出力機能を使用可能にした携帯電話機（特にスマートフォン）がある。
2バンド
中波+FMが多い。アナログチューニングの機器のFM受信周波数範囲は76 - 108MHzまでのものが主流である。FM放送の周波数範囲は76 - 90MHzだったが、隣接する周波数帯を利用するアナログテレビ放送1チャンネルから3チャンネルまでの音声を受信することを想定して108MHzまで受信できるように設計されていた。しかし、アナログテレビ放送の終了した2011年7月以降は90MHzまでのラジオが増えてきた。その後、2015年頃からFM補完中継局用にFM放送の周波数割り当てが拡大されたことにより108MHzまで、あるいはFM補完中継局の当初の割り当てである95MHzまで受信できるものが再び出始めている。FMステレオが受信できるものや、わずかではあるがFM・AMともにステレオで受信できるものがある。デジタルチューニングのうち、一部の携帯ラジオやラジカセなど90MHz以降が「テレビ（TV）1ch - 3ch」のようにチャンネル（音声周波数）が決まっているものは海外では受信できない。なお、FM放送開始以前の1960年代前半までは中波+短波（3.9 - 12MHz）が多かった。現在でも、中波+短波（ラジオNIKKEI受信用）のラジオは市販されている。中波+FMのホームラジオ、ポケットラジオ、クロックラジオは2019年以降も新製品がどこかのメーカーから投入され、需要に衰えがない。
3バンド
かつては中波+FM+テレビの1 - 12chの音声が受信できるもの、または中波+FM+短波の3バンドを搭載したホームラジオが多く市販された。中波+FM+複数の周波数域の短波（3.9 - 12MHzが主であるが、メーカーによってはBCL向け短波ラジオとして、それよりも上の22MHz、あるいは30MHzまでの後述「4バンド以上」に準じたものもある）が、現在OEMの形態で市販されている。現在は中波+FM+短波（ラジオNIKKEI受信用）のラジオが市販されているほか、2012年に入ってからは中波+FM+テレビUHF（ワンセグ）の音声が受信できるラジオも、少数市販されている。短波を搭載した3バンドラジカセ、という商品もかつてはあったが、現在では希少な存在になっている。
4バンド
中波+FM+短波放送のバンド75 - 13Mの各バンド、あるいは長波・中波・短波の150 - 530 - 30000kHzを連続受信可能な、「ゼネラルカバレッジ」と呼ばれるもの。2019年現在の日本ではAIWAほか。他にはソニーのICF-890V（生産終了）や、一部のラジカセなどで中波+FM+テレビVHF（1 - 12ch）+テレビUHF（13 - 62ch）というタイプもあったが、1 - 3chを除く（ハワイ及びアメリカ本土では88 - 108MHzまでが放送バンドである。超短波放送参照）VHFバンドとUHFバンドは2011年7月24日（岩手・宮城・福島の各県は2012年3月31日）に地上デジタルテレビ放送への完全移行による地上アナログテレビ放送の終了で受信できなくなるため生産が打ち切られ、中波+FM+テレビVHFの - 12chの音声が受信できる3バンドラジオや中波+FM+短波（ラジオNIKKEI受信用）+テレビVHFの4バンドラジオも同様の理由で生産が打ち切られた。このため4バンドラジカセは絶滅した。厳密な意味の4バンドとは、FM+中波+短波+長波を搭載したラジオを指す。他のメーカーで5バンド以上を謳う社は存在するが、短波を周波数帯で細かく割っているだけである。
5バンド
中国のメーカーTECSUN、XHDATA、RADIWOWには中波+FMステレオ+エアバンド+長波+短波の5バンドに対応しているものが複数発売されており、流通量は少ないが入手は可能である。日本メーカーの5バンドはELPAの2014年発売機種のみ入手できる。
ワイドバンドレシーバ
基本的に無線電波通信広帯域受信機で、ラジオ放送・TV放送以外の業務用無線電波通信などの受信再生に対応し、受信可能電波帯域が広いだけでなく、多様な変調方式にも対応する事を目指している。前述の「ゼネラルカバレッジ」の概念を更に押し広げた物である。バンド数というより、対応広帯域バンドの一部が技術的理由で途切れているか、自主規制でマスクされていると理解すべき。

## 通信用受信機
送信機と組にする無線設備としての性能を重視したもので、外観としてはチューニング・ダイヤルが大きく操作しやすい、読みとりやすい周波数目盛りがあるかデジタル表示になっている、感度や選択度を可変できるつまみ類が付いている、電波型式を切り替えるスイッチがある、外部アンテナ端子があるなどの特徴がある。ただし必ずしもこれらすべてを満たしているとは限らず、また機能が豊富なものではよりたくさんのつまみ、スイッチ、接続端子を備えているものもある。一般に「レシーバー」とも呼ばれ、ラジオ放送帯域外にも対応する事が多い。出力音質は重視されない事が多い。

## 歴史

### 無線電話の始まり
1900年、歪みはひどいものの世界で初めて電波に音声を乗せることに成功したのは、カナダ生まれでエジソンの会社で技師として勤めたこともある電気技術者レジナルド・フェッセンデンであった。これが無線電話の始まりである。
フェッセンデンは引き続き、ヘテロダイン検波方式や、電動式の高周波発振器を開発して改良に取り組み、1906年12月24日に、アメリカ・マサチューセッツ州の自己の無線局から、自らのクリスマスの挨拶を無線電話で送信した。フェッセンデンはこの日、レコードでヘンデル作曲の「クセルクセスのラルゴ」と、自身が演奏するヴァイオリンと歌唱で“O Holy Night”をそれぞれ流し、聖書を朗読した。この実験はあらかじめ無線電信によって予告されたもので「世界初のラジオ放送」であっただけでなく「最初のクリスマス特別番組」でもある。フェッセンデンは「史上初のラジオアナウンサーでプロデューサー」と言える。

### ラジオ放送の始まり
しかし、ヒューゴー・ガーンズバックが1905年11月より一般人向けて通信販売を始めた大衆無線機「テリムコ」の受信機は電波から音声を復調できないコヒーラ検波器によるものである。またグリーンリーフ・ホイッティア・ピカードが電波に乗せた音声を復調する鉱石の検波作用を発見しその特許を得たのは遅く、1906年になってである。1906年当時のアマチュア無線家らはまだコヒーラ検波器を使っており、彼らの受信機が鉱石検波器へ切替わったのは1910年頃であった。こういった時代背景を勘案すると、フェッセンデンの実験は広く聴取者に向けて送信される「ラジオ放送」というよりも、限定された技術者・通信士を対象とした「無線電話」の実験に属するとも考えられる。
一般人で無線の受信機を所有していたのはアマチュア無線家達のみであった。アマチュア無線は第一次世界大戦の勃発で禁止されていたが、その終戦で1919年4月12日より、まず受信活動が解禁された。戦後は一般アマチュアでも真空管が入手できるようになり、鉱石式受信機から真空管式受信機への置き換えが急速に進んでいた。
1920年1月17日、ワシントンD.C.アナスコティアにある海軍飛行場から、海軍省が娯楽音楽放送 NOFを始めた。これをもって国営放送の嚆矢とするが、そのリスナー層は自分で受信機を組み立てたアマチュア無線家であった。なお、1923年1月3日、アナコスティア海軍航空局 NOFは本来の航空無線の研究に専念することとなり、娯楽放送を終了している。
また、一部のアマチュア無線家は無線電話を実験するようになり、無線電話で「放送したい」アマチュア無線家と、モールス電信で「交信したい」アマチュア無線家の混信問題が始まったのもこの頃である。
民間企業による商業放送として世界で最初に許可されたものは、ウェスティングハウス電気製造会社が1920年11月2日にアメリカ・ペンシルベニア州ピッツバーグで放送を開始したKDKAである。その中波送信機は同社の技術者フランク・コンラッドが設計し、開局初日の番組は大統領選挙の開票情報で、ハーディング候補の当選を伝えた。
選択度（分離性能）が良くない受信機で起きる、商業放送（周波数833kHz）とアマチュア無線家の放送（周波数1,500kHz）の混信問題もくすぶっていたが、1922年と1923年の法改正でアマチュア無線のオペレーター資格では放送できないことになり、多くのアマチュア無線家が商業放送局のオーナーや技術者に転向したため、問題はやや軽減した。さらに、1923年6月28日の規則改正では、アマチュア無線家は短波を申請する権利を失ったかわりに、1,500 - 2,000kHzの帯域免許を獲得した。同時に毎夜20時00分から22時30分と、日曜午前の礼拝タイムを送信禁止として、ラジオ放送とアマチュア無線の混信問題は一応の解決をみた。

### 短波ラジオ放送
極長距離を伝送できる短波ラジオ放送を最初に行ったのはオランダの国営放送で、1927年11月から海外植民地向けに放送を開始。翌1928年には当時オランダ領であったインドネシア・ジャワ島での受信に成功する。この実績に追随してドイツ、ソ連、フランス、イタリア、イギリス等が1929 - 1932年にかけて植民地向け放送や海外宣伝放送を短波で開始している。

### FMラジオ放送
1902年に周波数変調方式（FM方式）がフェッセンデンによって考案された。しかし、実用的なFMラジオは1933年12月26日にアメリカのエドウィン・H・アームストロングが特許を取得した技術による。アームストロングは世界初のFMラジオ局 W2XMNを1937年に開局させ放送を開始した。
周波数変調および超短波放送（FM放送）を参照

### デジタル化
2000年代に入って、先進国で地上デジタルラジオ放送が開始された。また、アメリカのシリウスXMラジオのような衛星デジタルラジオサービスも開始されている。

### インターネットラジオ
2000年代にインターネットにおけるストリーミング配信を使ってラジオ番組を配信する方法が考案され、法人・個人含め様々なラジオ局が開設された他に、従来から電波を用いて放送してきたラジオ局もサイマル放送などで次々と参入した。PCやスマートフォンで手軽に聴取でき、従来の電波ラジオより音質も良いことから、2010年代後半以降はインターネットラジオが主流になった。アメリカでは各局のWebサイトでラジオ番組を配信しており、日本ではradikoが一括して加盟局のラジオ番組のサイマル配信を行っている。

## アメリカのラジオ放送

### 3大ネットワークの誕生
アメリカでは1926年11月5日にRCAの子会社としてNBCが設立され2波（NBC red network及びNBC blue network）の放送を開始した。
また、1927年9月18日にCBSがラジオ放送をスタートさせた。
1940年にはNBC red networkとNBC blue networkが分割され、1945年6月15日にRCAはNBC blue networkを売却。NBC blue networkは社名をThe Blue Networkとし、ネットワーク名をABCとした。

### FMラジオの規格化と普及
アメリカでは1961年に連邦通信委員会（FCC）がFMのステレオ技術を規格化して数百のFM局が開局した。この規格ではゼネラル・エレクトリックとゼニス社の共同に基づく「AM-FM」方式が標準ステレオ方式として採用された。
1966年には連邦通信委員会（FCC）がFMの放送内容をAMと分離することを決定し、FM放送の視聴者が増えるきっかけとなった。

## 日本のラジオ放送

### 歴史

#### 国民のラジオ熱（免許制導入前）
日本のアマチュア無線家は1920年代初期から自作の無線機で個人間の無線交信を行っており、1922年にはラジオ受信機の製作に関する情報誌『ラヂオ』が創刊されている。
現在はオーディオ雑誌に変わっているが、誠文堂新光社刊の『無線と実験』などが数多く発売され、また新聞社による独自のラジオ中継が行われたりした。1924年には、大阪朝日新聞による皇太子裕仁親王（昭和天皇）御成婚奉祝式典や大阪毎日新聞による第15回衆議院議員総選挙開票の中継をはじめ、数多くの実験的要素の強い中継が行われている。
1923年12月、逓信省は放送用私設無線電話規則を制定。翌年、当面東京、名古屋、大阪の3地域で、公益法人として各1事業者ずつ、ラジオ放送事業を許可する方針を打ち出した。

#### 日本初のラジオ放送

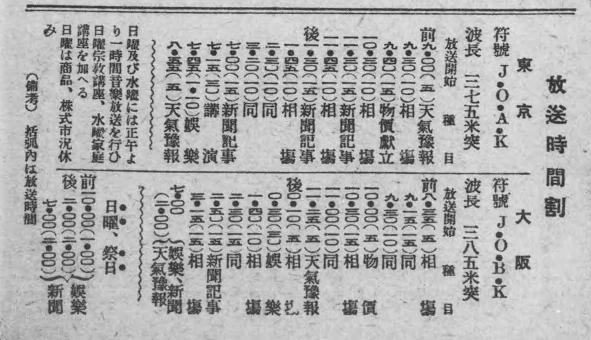
1925年のラジオ番組表。『朝日年鑑 大正14年 - 大正15年』より。“米突”はメートルの当て字。つまり375m=800kHz、385m=779kHz

日本初のラジオ放送は、1925年3月22日9時30分、社団法人東京放送局（JOAK：現在のNHK東京ラジオ第1放送。略称：AK）が東京・芝浦の東京高等工芸学校（千葉大学工学部の前身・現在の 東京科学大学附属科学技術高等学校（JR田町駅前））内に設けた仮送信所から発した京田武男アナウンサーによるもので、第一声は
であった。波長は375m（周波数800kHz）、空中線電力（出力）約220Wであった。当時の受信機の性能に比して出力が弱かったため、東京市内でないとよく聴こえなかった。
放送に当たって、東京放送局初代総裁の後藤新平が挨拶の辞を述べ、その冒頭で「極力ラジオの誤用を避けなければならない」と放送倫理を説き、ラジオの役割として、①文化の機会均等、②家庭生活の革新、③教育の社会化、④経済機能の敏活化を挙げている。
元々は3月1日に放送を開始する予定であったが、購入を予定していた当時の日本に1台しかないウェスタン・エレクトリック（WE）社製の放送用送信機が、前年12月に同じく設立準備中の社団法人大阪放送局（JOBK：現在のNHK大阪放送局、略称：BK）に買い取られてしまった。そこで東京放送局は、東京市電気局電気研究所が放送実施のために購入したゼネラル・エレクトリック社製の無線電信電話機を借り放送用に改造して使用することにしたが、2月26日の逓信省の検査で「放送設備が未完成のため3月1日の放送開始は時期尚早」と判断された。既に3月1日から放送を開始すると発表しており、また、大阪放送局よりも先に日本初のラジオ放送を行いたいということで、「試験送信」の名義で逓信省の許可を受け、何とか3月1日から放送を開始することができた。
3週間の試験放送の後、逓信省の検査に合格し、3月22日に仮放送（仮施設からの正式な放送という意味）を開始し、7月12日に東京府東京市芝区（現在の東京都港区）の愛宕山からの本放送が開始された。これには改めて購入した出力1kWのWE社製送信機を使用した。当初の受信契約者は3500件だったとされる。
大阪放送局はその年の6月1日から仮放送を出力500Wで開始した。
さらに、社団法人名古屋放送局（JOCK：現在のNHK名古屋放送局、略称：CK）も同年7月15日に、出力1kWのマルコーニ社製送信機を使用して放送を開始した。
1925年、ラジオ聴取契約者は東京13万1373、大阪4万7942、名古屋1万4290件、受信機は鉱石式10円、真空管式120円。

#### 1925年 - 1950年

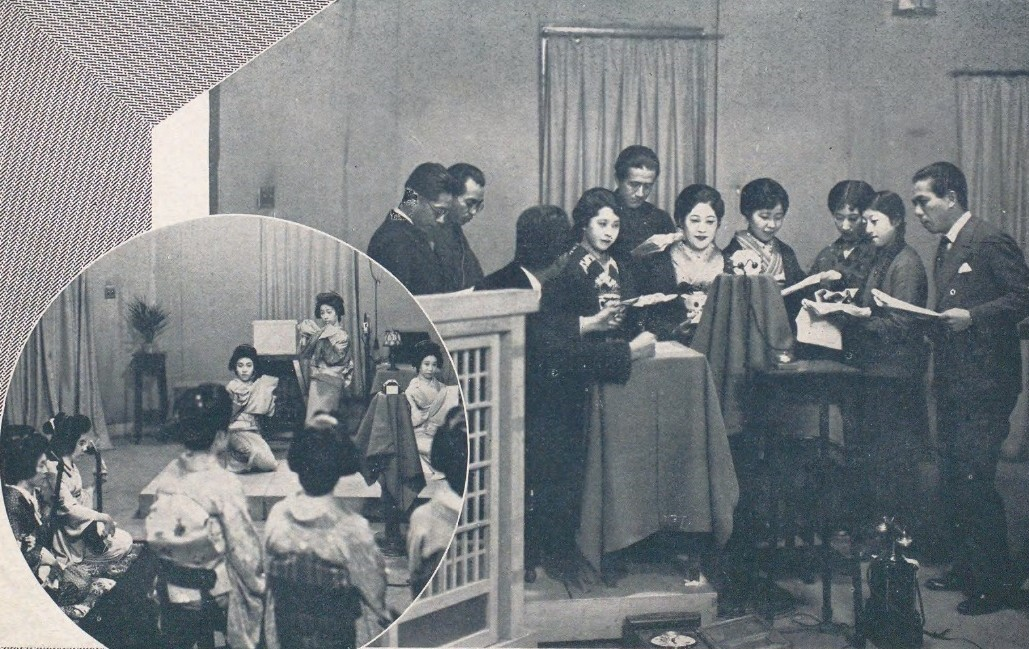
1920年代末のラジオ放送収録風景。右は粟島すみ子（中央）ら松竹蒲田撮影所の映画俳優たちによるラジオドラマ、左は演奏中の新橋芸者たち。

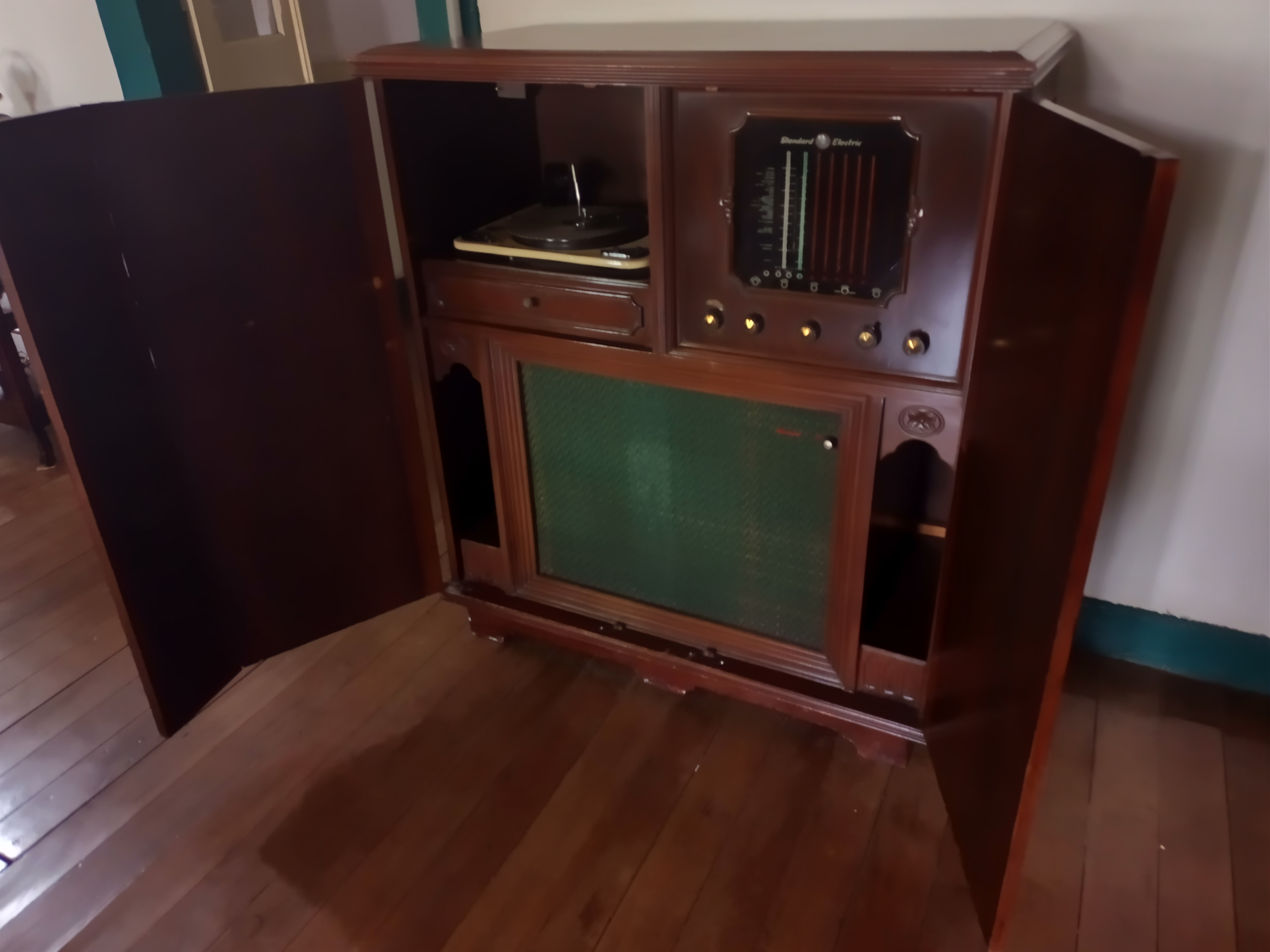

社団法人東京・大阪・名古屋放送局は翌年の1926年に「社団法人日本放送協会」として統合された。これは実質的には政府機関的な性格を持っていた。「全国鉱石化」（日本全国のどこでも鉱石受信機によるラジオ聴取を可能とするインフラの整備）を目標に日本各地に放送局を開設したほか、外地の南樺太（豊原放送局）や南洋群島（パラオ放送局）にも置局した。さらに、朝鮮には朝鮮放送協会、台湾には台湾放送協会が設立され、日本放送協会の番組を多く中継した。
1927年8月、ラジオで第13回全国中等学校優勝野球大会が中継された（初のスポーツ中継）。
1928年11月には昭和天皇の即位の礼が全国中継された（初の本格的な全国ネット放送）。また、1930年2月にはロンドン軍縮会議の中継が行われた（初の国際中継）。
受信機としては、交流商用電源や大容量電池によって作動する真空管を使ったものが登場し、鉱石式のイヤホンに代わって、スピーカーで大きな音量の放送が聞けるようになる。ラジオ受信機自体は国内メーカーによって生産が可能となった。
アマチュアによる受信機自作も当時から趣味の一ジャンルとして広まり始めていた。雑誌『無線と実験』に1930年、匿名男性が寄稿した「ラジオをつくる話」は、岡本次雄が当時のアマチュアと東京のラジオ商の様子を見事に描いているとして『アマチュアのラジオ技術史』（1963）に収録した。
普及を目指して銀座や上野に街頭ラジオが設置され、1931年の『ラジオ年鑑』は聞きに来る聴衆がひしめき合って交通巡査が出動したことを伝えている。ラジオ聴取契約者は1931年に100万を突破した。聴取世帯数は1932年2月には100万、1935年2月には200万、1939年1月には400万を突破。ラジオ受信機の普及が進み、音楽、演芸、スポーツ中継、ラジオドラマなどの多彩なプログラムが提供されるようになったことで娯楽の主役となった。
しかし、満州事変以降、戦争色の強まりと共に様相が変わってくる。1932年、逓信省は全受信契約者120万を対象にラジオに対する希望調査を行ったが、これを主導した逓信省官僚の田村謙治郎は1934年に日本放送協会の中央集権化を断行した。田村が日本放送協会第8回定時総会で行った演説及び日中戦争勃発の翌年1938年に情報局が行った「思想戦講習会」における講義録が残っていて、この中からは、国民をそうとは悟られないように戦争へと導こうとする田村の放送戦略がうかがえるとされる。1934年の田村の演説では、「先ず第一にジャーナリストの思想を一掃しなければならぬ」とまで語っている。ナチスのゲッペルスの宣伝戦略の影響が手本にされたともいわれる。
さらに1937年から1938年にかけて日中戦争の激化とともにラジオは国家によって国民を戦争に動員する方法としてますます利用されていく。1938年国家総動員法が成立、ラジオの1941年の太平洋戦争（大東亜戦争）開戦とその後の戦局の進行と共に大本営発表を行なうための機関と化しプロパガンダ的な番組が増えた。この傾向は終戦まで続いた。こういった中で、アナウンスのしかたも変わっていく。原稿を淡々と読み上げる「淡々調」がそれまで客観的に事実を伝えるために良いとされていたが、1936年8月のナチス下のベルリンオリンピックにおいて前畑秀子が金メダルを取った水泳の実況中継におけるアナウンサーの「前畑がんばれ」の雄たけびのような連呼で知られる、感情を加えた「雄たけび調」が戦意高揚等のために良いと考えられ、増えていく。1941年12月25日、NHKは全国を軍管区にしたがって5群に分け各群ごとに同一周波数放送を実施した。
聴取世帯数は1940年代にも増加し続け、1940年5月には500万、1941年8月には600万、1943年3月には700万を突破した。全世帯の半分に達していた。しかし、1945年4月になると放送時間は大幅に減少し、1945年5月には名古屋中央放送局が空襲により焼失、8月6日には広島中央放送局が広島原爆で大打撃を受けた（25時間後に再開）。
1945年8月15日に終戦ノ詔勅（いわゆる玉音放送）が放送され、戦後は海外領土を失う。「社団法人日本放送協会」は連合国軍最高司令官総司令部（GHQ）の管理・監督下に置かれ言論統制が行われた。アメリカ軍とイギリス軍を中心とした（中華民国軍およびソビエト連邦軍は日本本土に進駐していない）、いわゆる進駐軍向け放送局が主要都市に置かれた。アメリカ軍向けは後にFEN、現在のAFNの前身である。一部の局については日本放送協会から施設や役務の提供が行われた。
戦後、ラジオ受信世帯数は減少しており1946年7月には538万であった。
1950年に「社団法人日本放送協会」が公共企業体としての「特殊法人日本放送協会」に改組される。

#### 1951年 - 1959年

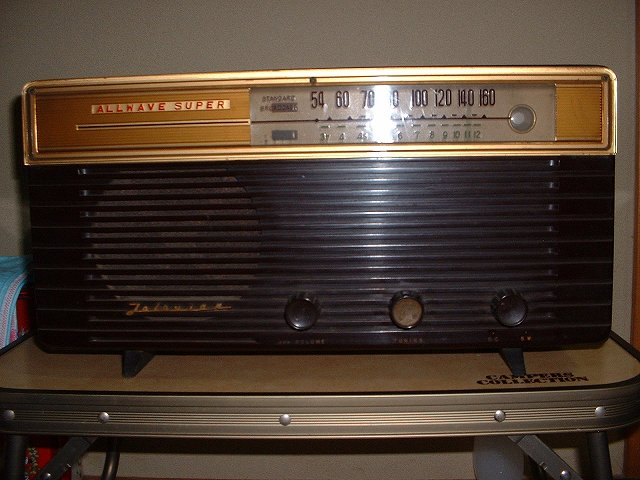
1955年頃のラジオ受信機、5球スーパー式。FM放送が始まる前の機種なのでバンドは中波と短波のみ

1951年9月1日朝に中部日本放送（現在のCBCラジオ）、同日昼に新日本放送（現在のMBSラジオ）が日本初の民間放送を開始した。東京では、民間放送の申請を目指す会社が乱立。新聞社系の放送会社の一本化が行われたこともあり、同年12月25日になってラジオ東京（現在のTBSラジオ）に開始された。1953年にはテレビ放送も開始されたが、白米10kg680円、銭湯の入浴料15円程度であった時代にテレビ受像機の価格は20から30万円程度と高価で一般には買えず、ラジオが一家の主役であり続けた。
民間放送開始前にはラジオ受信機の所持には政府の許可が必要であり、聴取料を納める必要があったが、無料で聴ける放送の開始によってラジオへの関心が高まり、『初歩のラジオ』『模型とラジオ』など少年向けのラジオ製作雑誌が相次いで創刊された。当時は物品税が高価で、メーカー製完成品を購入するよりは秋葉原などから真空管などの部品を買い集めて自作したほうが安かったために、受信機を製作する人が多かった。彼らは「少年技師（後のラジオ少年）」とも呼ばれ、高度成長期の日本のエレクトロニクス産業の発展の基礎を作る要因の一つともなった。
1955年には東京通信工業が日本初のトランジスタラジオを発売。1958年11月にはラジオ受信契約数が1481万件を越えピークとなった。しかし、当時の皇太子・明仁親王が1959年に正田美智子と結婚しパレードのテレビ中継が行なわれたのをきっかけに、テレビ受像機が普及し始め、ラジオは斜陽化の時代を迎える。
超短波を使用したFMラジオ放送については、1957年12月にNHK-FMが東京で試験放送を開始し、翌1958年12月には学校法人東海大学により、放送教育を目的とした「東海大学超短波放送実験局」が放送を開始した。

#### 1960年 - 1974年
東海大学のFM実験局は1960年に日本最初の民放FM局であるFM東海となる。1969年にはNHK-FMの本放送が開始され、同年には民放でもFM愛知が開局。1970年には、FM大阪、FM東海を東海大学から引き継いだFM東京、FM福岡の3局が相次いで開局した。いずれも音楽を中心とした編成で、高音質のステレオ放送により、レコードに次ぐHi-Fi音源として人気を集めることになる。
この頃、部品のトランジスタの普及が進み、これを使ったトランジスタラジオの商品化や、さらにモータリゼーションにより、カーラジオが普及するなど、ラジオは一家に一台から一人に一台というパーソナル化の方向へ向かう。ラジオ放送は家族をターゲットにした編成から、個人をターゲットにした編成へと転換していく。情報トーク番組や音楽番組が増えた他、ターゲットを絞った深夜放送も盛んになった。
FM放送開始と同時期に登場したラジカセの普及によって、放送される楽曲をオープンリールテープやカセットテープで録音する「エアチェック」も流行し、エアチェックを目的として放送される楽曲が載ったFM情報誌も創刊された。しかし、民放局を中心に「楽曲そのものを楽しむ」から「トークの合間に楽曲が流れる」など番組スタイルの変化などから、次第にエアチェックという言葉自体が廃れていくようになる。

#### 1975年 - 1981年

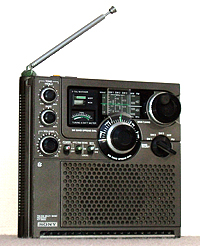
代表的なBCLラジオ ソニー スカイセンサー5900

1970年代後半に、中東戦争やオイルショック、日中国交正常化などをきっかけとして海外の国際放送を受信するBCLブームが中学生・高校生を中心に起こった。この時期には、冷戦による宣伝放送目的もあり日本向け日本語放送の充実を図る放送局も多く、時事ニュースに留まらずその国の文化などの理解を深めるうえで一定の役割を果たした。また、受信報告書を送ると受け取れるベリカードの収集も盛んに行われた。さらに、送信方向が日本向けではないなど、一般的には受信困難な放送を工夫を重ねて受信しようとするマニアも増えた。これに応じ、受信周波数帯域の広いラジオ受信機、いわゆるBCLラジオが各社より発売され、戦後に再び黄金期がおとずれた。しかし、日本からの海外旅行の一般化や通信自由化を遠因とする国際放送の縮小などで、BCLブームも終わりを遂げ、BCLラジオメーカーも次々と撤退した（2006年時点で国内メーカーはソニー以外は撤退）。
1978年11月23日には国際電気通信連合（ITU）の取り決めによりAMラジオの周波数一斉変更（10kHz間隔→9kHz間隔。通称：9キロヘルツセパレーション）が行われた。

#### 1982年 - 1999年
1982年のFM愛媛を皮切りに全国に民放FM放送局が相次いで開局する。1988年には東京で2番目となるエフエムジャパン（現在のJ-WAVE）が開局、大都市圏では複数の民放FM局が開設されるようになり、対象セグメントの多様化が進んだ。
この時期にはニューメディアの掛け声のもと新技術導入が相次ぐ。1991年、衛星放送による有料ラジオ放送「セント・ギガ」開始。1992年にはコミュニティ放送が制度化され、都道府県単位よりもかなり狭い地域を対象としたラジオ放送が行われるようになった。同じく1992年にはAMステレオ放送開始、1994年にはFM文字多重放送もスタートする。
1995年の阪神・淡路大震災では、災害時における情報伝達メディアとしてのラジオの重要性がクローズアップされる結果となった。以降、各局とも災害への対応を重点に置くようになる。また災害時の情報発信用として大都市圏に外国語FM局が開局したが、後に経営難に苦しむこととなる。

#### 2000年 - 2009年

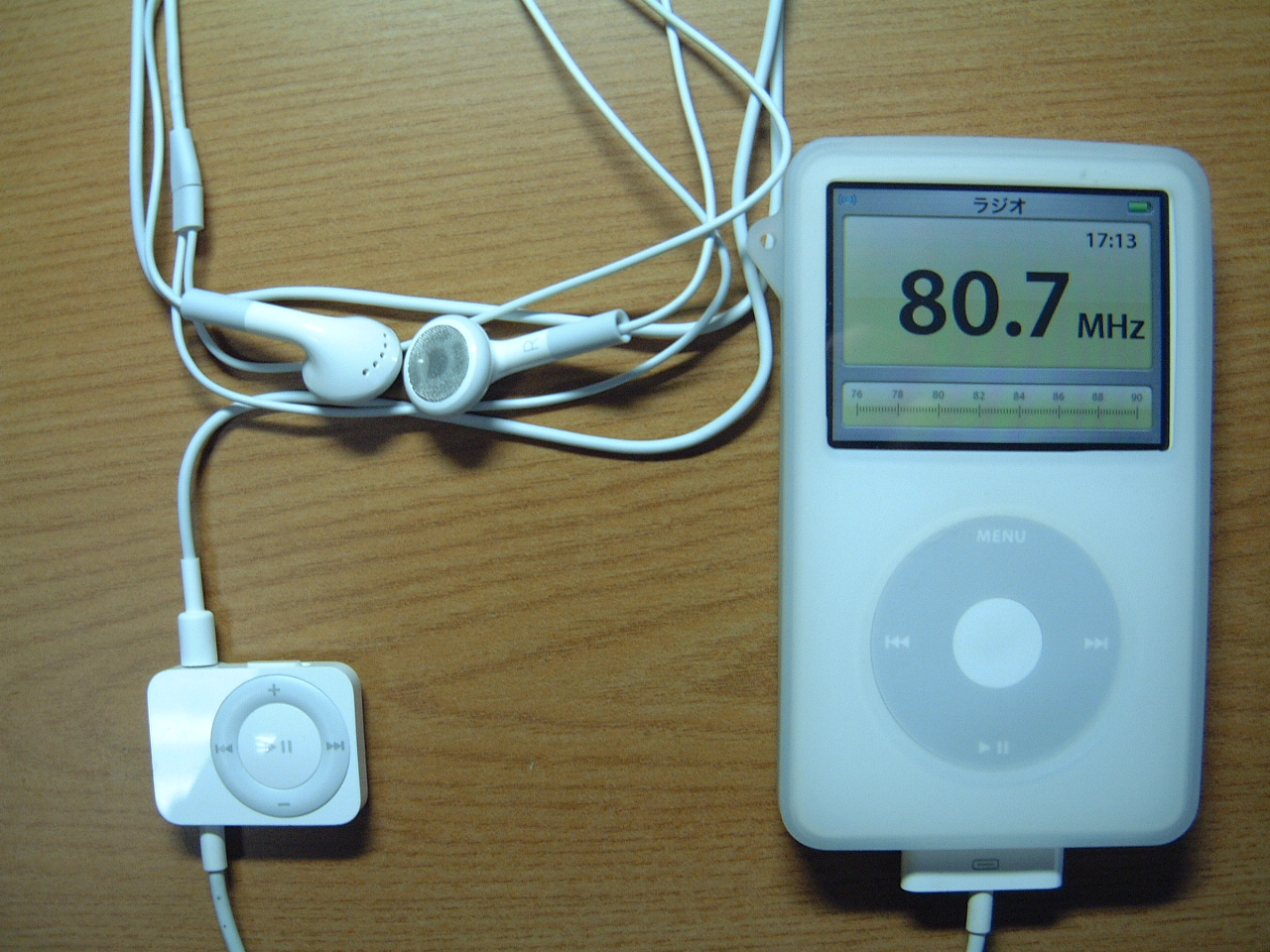
iPodにおけるラジオ受信装置（左のリモコン）

不況に加えインターネットをはじめとするメディアの多様化が起因となりラジオ離れの動きが顕在化し、それに伴い広告費も減少し続けていることから、ラジオ局は厳しい運営状況を強いられていく（詳細はラジオ離れを参照）。
2000年12月、BSデジタル放送によるBSデジタル音声放送が開始されたが、2003年にセント・ギガが終了するなど衛星ラジオは市場規模が小さいまま終わり、他局も2005年以降順次廃局した。FM文字多重放送や、その後登場した地上デジタルラジオも失敗に終わっている。
AMステレオ放送を実施していた放送局も会社の合理化に加え、送信機更新の際に必要な装置が2000年半ばまでに生産中止になったのに伴い、AMステレオ放送を終了して元のモノラル放送に戻す放送事業者も2000年代後半に九州地区で出てきた。
一方で2000年代にはインターネットによるインターネットラジオが普及していった。

#### 2010年 - 2020年
2010年3月15日0時（3月14日24時）より、地上波のラジオ放送と同内容をインターネットを利用してサイマル配信するIPサイマルラジオ「radiko」の実証実験が開始された。同年12月1日より「株式会社radiko」となり、順次配信対象エリアを拡大していった。radikoは当初、本来の放送エリア内での無料配信のみとしていたが、2014年4月1日からは放送エリア外からも有料で聴取が可能になるエリアフリーサービス「radikoプレミアム」がスタートした。
またこれとは別に、RNBラジオでは、独自で2010年10月1日にCATVサイマル放送を、同年12月18日から2011年3月31日までIPラジオ実験放送をした。
一方、2010年、AMステレオ放送を断念してAMモノラル放送へ復帰する局が相次いだ。MBSラジオとHBCラジオが2月28日深夜（3月1日未明）、ABCラジオが3月14日深夜（3月15日未明）、STVラジオが3月28日深夜（3月29日未明）の放送をもってAMステレオ放送を終了した。終了の理由としてステレオ放送対応のための機材の生産が終了していてメンテナンスの保証がなくなった事があげられている。2011年1月30日深夜（1月31日未明）にはTBSラジオも終了し、縮小していった。
AM放送については「都市型難聴対策」・「外国波混信対策」・「地理的・地形的難聴対策」・「災害対策」の観点から、2012年までに終了したアナログテレビ放送の周波数帯の一部を利用してFM波による補完放送が行われることになり、2014年12月1日の北日本放送・南海放送を皮切りに、翌2015年に名古屋・東京・広島・長崎・鹿児島など、2016年には大阪・福岡など全国各地でスタートしている。これらの放送は一般的に「ワイドFM」と呼ばれる。
2020年以降流行した新型コロナウイルスへの感染対策として、2020年4月以降は収録時におけるアクリル板設置やリモート出演などの措置をとる所もみられた。

#### 2021年 -
2021年6月15日、民間放送のAM局のうち北海道・秋田の3社（北海道放送・STVラジオ・秋田放送）を除く44社が2028年秋を目処にAM放送からFM放送に転換し、在京局（TBSラジオ、文化放送、ニッポン放送）を含む一部の社ではFM放送に一本化することを発表した。既に各社ともワイドFMを実施しているが、広告収入の低下が続く中でFMとAMの二重投資になっていること、特にAM送信施設の立地（水害に弱い河川敷など広い土地が必要）や設備更新費用の高さ、放送を継続したままでの設備更新が問題となるのに対し、FMは簡易な設備で費用が抑えられることがメリットとしている。一方で、ワイドFMが受信可能なラジオ受信機の普及は2019年2月調査の段階で53%にとどまり、受信機買い替えのために周知期間も必要として、2021年6月の段階で発表したとしている。2022年度にはAM局がFM局へ転換できるよう制度を改正し、2023年には停波の実証実験を行う考え。
また、NHKもAM放送はラジオ第1とラジオ第2を2025年度に一本化する方針を示している。
2028年からは多くの民間放送局がFM補完放送に移行しAM波を廃止、AM放送は北海道・秋田の3社（北海道放送・STVラジオ・秋田放送）とNHKラジオ第1、AFNだけになる見込み（NHK-FMはNHKラジオ第1とは全く違う内容で放送しているので代替には出来ない）。

### ステレオ放送

#### 複数の放送波によるステレオ放送（立体放送）

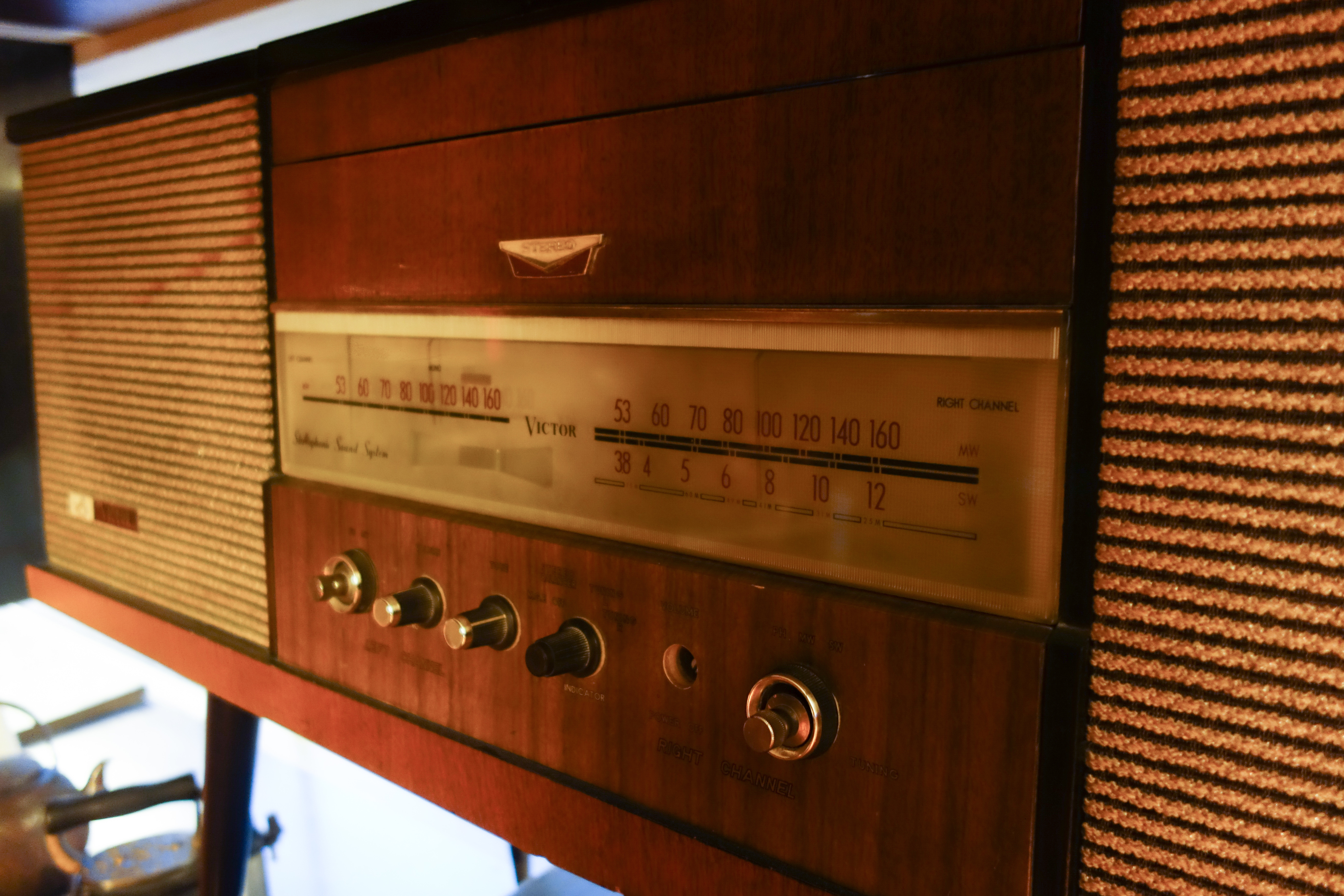
二波利用のステレオ受信機

1952年から1965年まで、NHKラジオ第1放送・第2放送や、民放各社の2つの放送波を使って行われたステレオ放送。当時は立体放送と呼ばれた。
NHKの例でいえば第1放送が左側の音声、第2放送は右側の音声をそれぞれ放送し、2台のラジオを並べて置いたり、2台分のチューナーを搭載したレシーバーを使って立体放送（ステレオ音声）を受信するものであった。テレビ放送が開始されると、ラジオとテレビを併用した立体放送も実施された。番組の冒頭では「左のラジオを○○放送に、右のラジオを○○放送に合わせ、私の声が中央から聞こえるように、受信機の音量を調節して下さい」といったアナウンスと、受信機の調整のための音楽が流された。この方式では「モノラル放送との互換性がとれず、受信機を2台用意しないと片方のチャンネルしか聞くことができない」「左右の受信機に位相特性、周波数特性、レベル等の特性差があると、正しいステレオイメージが得られない」「NHKを除き、2局が協力しないと実現できない」などの問題が多かった。
1963年以降、FMラジオ放送で、これらの問題点を解決したステレオ放送が行われるようになったことで、2つの放送波による立体放送は終了した。

##### 沿革
- 1952年
  - 12月5日 - 12月7日 - 第1回オーディオフェアにちなみ、NHK東京第1・第2放送の放送終了後の0:35 - 1:00に立体放送の試験放送を、ラジオ第1を左チャンネル、ラジオ第2を右チャンネルにして実施[42]（以降、NHKによる同放送は、同放送が終了するまで、この定位にて行った）。録音・再生機には東京通信工業（現在のソニー）製のテープレコーダー（ステレオ録音用の試作機）を使用した。
  - 12月20日 - NHK東京第1・第2放送、『土曜コンサート』の枠内で最初の立体放送の本放送実施[42]。
- 1953年
  - 1月9日 - 北海道放送・FEN北海道、共同で日米交歓音楽会の立体放送実施。
  - 2月28日 - NHKラジオ第1・第2放送、第2回の立体放送の本放送を全国中継で実施（『土曜コンサート』）[43]。
  - 3月22日 - NHKラジオ第1・第2放送、明治座新派劇『息子の青春』をステレオ録音にて放送[44]。
  - 8月23日 - NHKラジオ第1・第2放送、初の立体放送劇『死んだ鶏』を放送[注 13][45][46]。
- 1954年
  - 11月13日 - NHKラジオ第1・第2放送、世界初の立体放送による定時番組『立体音楽堂』放送開始[47][48]（当番組の2波ステレオでの放送は1964年4月5日まで。その後は当時同時に放送していたFMのみでの放送に変更。同番組終了は1966年4月2日）。
  - 11月27日 - 第3回オーディオ・フェアにちなみ、ラジオ東京（KR・現在のTBSラジオ）・文化放送（QR）・ニッポン放送（LF）による三元立体放送（=3チャンネルステレオ放送）[注 14]を実施。各放送局30分の番組を制作し、番組毎に放送局のスピーカーの位置を変える演出を行う（「音楽劇ボードビル『鶏郎トリオ』」（ニッポン放送制作）[注 15]、ドラマ『われを呼ぶわれの唄』（ラジオ東京制作）[注 16]、『これがスウィング』（文化放送制作）[注 17]の計3番組を連続放送）[49][50]。
  - 12月25日 - NHK東京、『立体音楽堂』の時間にラジオ第1・第2・総合テレビを使っての三元立体放送を実施（俳優座劇場中継 メノッティ作曲、歌劇『アマールと夜の訪問者』）[51]。
- 1958年
  - 6月28日 - 北海道放送、ラジオ・テレビにより立体放送の実験実施。
  - 9月15日 - 文化放送（左チャンネル）・ニッポン放送（右チャンネル）の共同による初の立体放送の番組『ステレオアワー』放送開始[52]。
  - 11月 - 中部日本放送（現在のCBCラジオ）、ラジオ・テレビにより立体放送実施。
- 1959年
  - RKB毎日放送・九州朝日放送、共同で立体放送実施。
  - 2月16日 - 毎日放送（右チャンネル）・朝日放送（左チャンネル）が共同で、立体放送による定時番組『ナショナルステレオホール』放送開始。
  - 3月1日 - NHK東京、『立体音楽堂』の時間にラジオ第1・第2・教育テレビを使って三元立体放送実施（第2回NHKイタリア歌劇団公演よりビゼー作曲・歌劇『カルメン』第2&4幕）[53]。
  - 11月9日 - 文化放送・ニッポン放送の共同で、立体放送初の帯番組『パイオニア・イブニング・ステレオ』放送開始[54]。
- 1960年
  - 東北放送、ラジオ・テレビにより立体放送実施。
  - 3月27日 - 関西テレビ放送・ラジオ関西、ラジオ・テレビによりステラマ（ステレオ・ドラマの略）『コルトを持つ男』を放送。
  - 10月4日 - 中部日本放送（現在のCBCラジオ）・東海ラジオ放送、共同で立体放送開始。
  - 11月5日 - 琉球放送がKSAR（日本語・左チャンネル）とKSBK（英語・右チャンネル）の2波を使って立体放送開始。
- 1960年代中期（時期不明）
  - 当時宗教放送局のFEBC沖縄放送局（後の一般放送局・極東放送、現：エフエム沖縄）がKSDX（日本語・右チャンネル）とKSAB（英語・左チャンネル）の2波で立体放送開始。
- 1964年6月19日 - 文化放送・ニッポン放送の共同による立体放送の帯番組『パイオニア・イブニング・ステレオ』が終了[55]。
- 1965年
  - 4月3日 - 前年にNHK-FM放送によるステレオ放送が全都道府県で聴けるようになったことを機に、NHKラジオ第1・第2放送はこの日に放送された『夜のステレオ』の最終回を最後に、NHKでの中波2波によるステレオ放送を終了する。
  - 10月24日 - 文化放送・ニッポン放送の共同で行っていた中波2波によるステレオ放送が、この日の『これがステレオだ』の放送をもって終了する[56]。

#### FMステレオ放送
日本では1963年6月25日から当時のFM東海によってこの方式による試験放送が開始される。
日本においてステレオ放送が開始された当初は、電電公社のステレオ中継回線が整備されていなかったため、ステレオでの生放送は東京近辺のごく限られた地域でしか聴取できなかった。ステレオ収録された番組を放送する場合、NHKでは各拠点局（札幌、仙台、東京、金沢、名古屋、大阪、広島、松山、福岡）にパッケージテープを送り、各地方局ではテープを流している拠点局の電波を再生する「放送波中継」方式がとられていた。また、FM東京をはじめとする民放でもパッケージテープを再生する方式がとられた。
その後、1978年10月1日からFM放送用のPCMステレオ回線が整備され、パッケージテープの送付が廃止される。1980年代には全国のNHK及び民放FM局に、PCMステレオ回線設備が導入され、全国でステレオ音声での生放送が聴取できるようになっている。

##### 沿革
- 1960年8月 - FM東海が、アメリカ・クロスビー研究所が開発したFM-FM方式によるステレオ実験放送を開始（1961年にAM-FM方式が標準ステレオ方式になるまで実施）。
- 1963年
  - 5月17〜19日 - NHK東京FM放送局が、この期間中に行われるNHK放送技術研究所の技研公開にて、米のFCCが1961年に規格決定した、AM-FM方式（現在のステレオ方式）によるステレオ試験放送を、毎日2時間半に渡って行う（翌月の6月12日にも、当時の皇太子明仁が同研究所を参観した際に、同じくステレオ試験放送を2時間半に渡って行った[57]）。
  - 6月25日 - FM東海が、AM-FM方式によるステレオ実験放送を開始。
  - 12月16日 - NHK東京FM放送局が、AM-FM方式によるステレオ放送を開始。
- 1964年 - NHK-FMが全国に放送局を相次いで開局させ（この時に同時にステレオ放送を開始した局も多い）、遂にFMステレオ放送が全都道府県で聴けるようになる。
- 1969年3月1日 - 全国のNHK-FMの本放送開始。
- 1977年12月 - 全国のNHK-FMのローカル放送ステレオ化工事完了。NHK-FMのローカル番組が全局でステレオで放送できるようになる。これに伴い、NHK沖縄のFM放送でもローカル番組のみステレオで聴けるようになる（全国放送はモノラル放送のまま）。
- 1978年10月1日 - NHKのFM放送用PCMステレオ回線が東京-名古屋-大阪間で開通し、運用を開始する。
- 1979年12月24日 - 全国のNHK-FMの基幹局全てにFM放送用PCMステレオ回線が開通し、運用を開始する。これに伴い、ステレオ放送開始当初から行っていた各基幹局へのパッケージテープの送付が廃止される。
- 1980年 - FM民放4局間（FM東京 - FM愛知 - FM大阪 - FM福岡）にFM放送用PCMステレオ回線が開通、運用開始。
- 1984年 - NHK沖縄にFM放送用PCMステレオ回線が開通し、同県及び鹿児島県の奄美大島地域がようやく全国放送のFM番組がステレオでの放送が可能になった。
- 1985年頃[いつ?] - 全てのNHK放送局に、FM放送用PCMステレオ回線が導入される。
- 2010年頃[いつ?] - 全てのNHK放送局でこれまで使用していたFM放送用PCMステレオ回線から、AM（ラジオ第1・第2）・FMラジオ共用の光デジタル回線に切換。

#### AMステレオ放送
日本では1990年代から一部で導入されたが、普及しなかった。

### インターネットを利用した展開
インターネット回線を利用して放送や配信を行う。ネット回線の強力さから、日本でも2010年代より有力な聴取手段となっている。

## ラジオメディアの特性

### テレビとの違い
室外アンテナが主流のテレビと異なり、受信機に備え付けのアンテナを使った室内での受信が普通なので、受信環境がチャンネル選択に影響を及ぼす。放送区域内だからといって必ずしも全ての局が安定して受信できる訳ではない。そのため、そういった環境下では、チューニングしやすい局がよく聴かれる傾向にある。特に、室内で受信する場合、建物（鉄筋コンクリート等）によって電波が遮られたり電気製品などのノイズを受けたりすることも多く、電波状態の良好な局が好まれる。受信環境は別売りの外部アンテナを使用したり、FMの場合はVHFアンテナを使用し改善できる場合もある（電界強度の弱い地域ではVHFアンテナを使用しても改善できない場合がある。この場合はFM帯域に対応した外部アンテナが必要となる）。ただし、VHFアンテナはアナログテレビ放送の終了にともない、2010年に大手メーカー各社が相次いで生産打ち切りを発表した。
仕事や作業をしながらでも番組を楽しむことができるため、職場やカーラジオなどで聴取されることも多い。首都圏では10:00 - 11:00にテレビの視聴率よりもラジオの聴取率が高くなる。地域・放送内容・機器などの影響により、長時間にわたり1つの局を聴取する傾向のリスナーもいる。番組ごとのスタッフ数は、テレビと比較して少ない。
放送局の選局は、ダイヤルを回してチューニング（いわゆる同調）する伝統的なタイプが安価なものを中心に多数採用されているが、テレビ同様プリセット式で局をボタンで一発選局（いわゆる電子チューナー）できる受信機もある。
短波による国際放送の場合、同じ内容の放送を同時に複数の周波数で放送し、聴取者が最も受信状態の良好な電波を選んで受信できるようにしているのが一般的である。
音声と画像を記録するテレビ番組は予約可能で録画機器が独立/内蔵レコーダー・パソコン・ワンセグ対応機器などとなっているが、音声のみ記録のラジオ番組を予約録音できる商品はラジカセ・CD/MDラジカセ・コンポ・ICレコーダー・HDDレコーダー・パソコン対応機器などの種類がある。また、ラジオ機器とタイマー・録音可能な機器などの機材を組み合わせて予約録音を行うことも可能であり、録音機器としてカセットデッキやMDデッキ以外にもテープ部分が機械式のラジカセ・ビデオデッキ・DVDレコーダー・HDDレコーダー・パソコン（適切なソフトが必要）が活用できる場合もある。
世界的にテレビがデジタル放送を開始しているのに対して、衛星放送を除きラジオのデジタル化は普及していない。過去に何度か地上波によるデジタルラジオの試験局が開設されているが、多くは実用化に至らないまま放送を終了し、モバイル回線の台頭により必要性も薄れてしまっている。

### 災害耐性
送信システムは比較的簡単な構造で、仮に地震などで放送局が破壊されても、肩に担げる程度の大きさの小型送信機から放送することも可能。これを活かし、大規模災害の発生時には臨時災害放送局が開設されることがあり、東日本大震災以降、この開局が盛んとなっている。一部のラジオ放送局ではこの特長を利用し、自分以外の局員が全員操作できない状態になっても、1人いれば、全てを遠隔操作して放送が続けられるようになっている。

## ラジオをテーマにした作品
- 映画
  - オレンジロード急行（1978年）
  - グッドモーニング, ベトナム（en:Good Morning, Vietnam）（1987年）
  - ラジオ・デイズ（1987年）
  - 波の数だけ抱きしめて（1991年）
  - ラヂオの時間（1997年）後述の演劇の映画化
  - F（エフ）（1998年）鷺沢萠『F 落第生』を元にした映画 民放ラジオ95社企画制作
  - FM89.3MHz（2007年）
  - 引き出しの中のラブレター（2009年）
  - パイレーツ・ロック（en:The Boat That Rocked）（2009年）
  - きみの声をとどけたい（2017年）
- 演劇 - ラヂオの時間（1993年初演）
- テレビドラマ
  - ラジオびんびん物語（1987年）
  - 1242kHz こちらニッポン放送（2005年）
  - つばさ（2009年）
  - 特集ドラマ「ラジオ」（2013年）
  - おかえりモネ（2021年）
- 小説
  - こちら、FM遊々です!（かんべむさし）（2001年）
  - オートリバース（高崎卓馬）（2019年）

ラジオそのものを題材としてはいないが、ラジオに関する話題が度々出てくる。翌年に民放ラジオ99局の順次放送でラジオドラマ化。
- 漫画
  - D.J一平の青春アングル（あつたゆりこ）（1979年）
  - リグ・ログ・ラグ（関口シュン）（1979年）
  - とりあえずON AIR（原秀則）（1983年）
  - ラジオでGO!（なぐも。）（2007年 - 2010年）
  - 波よ聞いてくれ（沙村広明）（2014年 - ）
  - リクエストをよろしく（河内遙）（2014年 - 2019年）
- 音楽
  - Radio-Aktivität（クラフトワーク）（1975年）タイトルはラジオと放射能を掛けたもの[59][60]。
  - ラジオ（スティーヴ・ヒレッジ）（1977年）
  - ラジオ・スターの悲劇（バグルス）（1979年） 初期のMTVでヘビーローテーションで流れていた
  - トランジスタ・ラジオ（RCサクセション）（1980年）
  - 悲しきRADIO、ラジオ・デイズ（佐野元春）（1981年）
  - ラヂオ（ザ・ぼんち）（1981年）
  - RADIO GA GA（クイーン）（1984年） メンバーのロジャー・テイラーがラジオに対する愛着を詞にした曲
  - Radio Magic（EARTHSHAKER）（1984年）
  - 壊れかけのRadio（徳永英明）（1990年）
  - Valentine's RADIO（松任谷由実）（1991年）
  - RADIO（JUDY AND MARY）（1994年）
  - ミュージック・アワー（ポルノグラフィティ）（2000年） パーソナリティーとリスナーの投稿をテーマにした作品
  - ラヂオのうた（ビリー・バンバン）（2008年）
  - Oh! RADIO（忌野清志郎の遺作）（2009年）
  - ラジオ（aiko）（2011年）

## フォネティックコード
和文通話表で、「ら」を送る際に「ラジオのラ」と発声する。